# Mark Hunter (roer)
 For alternative betydninger, se Mark Hunter. (Se også artikler, som begynder med Mark Hunter)
Mark John Hunter (MBE) (født 1. juli 1978 i London) er en engelsk tidligere roer, olympisk guldvinder og dobbelt verdensmester.

## Rokarriere
Hunter kom, i modsætning til de fleste britiske eliteroere, fra relativt små kår og lærte at ro på Themsen. Han kom i lære som færgemand, men kom samtidig med på det britiske landshold. I flere år var hans resultater ikke blandt de allerbedste på den internationale scene, og han var således med ved OL 2004 i Athen i letvægtsdobbeltfireren, der blev nummer tretten og sidst. Situationen ændrede sig, da han i 2007 sammen med Zac Purchase kom til at ro letvægtsdobbeltsculler, og parret dette år vandt VM-bronze.
Hunter og Purchase deltog derpå i OL 2008 i Beijing, og de vandt deres indledende heat og deres semifinale sikkert (de satte olympisk rekord i indledende heat). I finalen lagde de sig hurtigt forrest, og halvvejs i løbet var placeringerne på plads. Briterne tog guldet foran græske Dimitrios Mougios og Vasileios Polymeros, mens de danske verdensmestre Rasmus Quist og Mads Rasmussen tog bronzemedaljerne.
I 2009 holdt Hunter en pause fra roning, men han vendte tilbage i 2010, hvor Hunter og Purchase blev verdensmestre i letvægtsdobbeltsculleren, hvilket de gentog i 2011.
Ved OL 2012 i London var Hunter og Purchase sammen med danske Quist og Rasmussen de største favoritter, og de to par vandt da også hvert deres indledende heat og semifinale. Finalen fik en dårlig begyndelse for briterne, der fik defekt i båden ved starten. Da skaden var sket inden for de første 100 m, blev løbet blæst af, så båden kunne blive repareret, og finalen blev sat i gang igen. Denne gang fik den britiske båd en god start og førte fra start og lignede vinderne ved 1500 m, men danskerne satte en formidabel spurt ind og indhentede briterne med 100 m til mål, inden de vandt med 0,61 sekund. Hunter og Purchase vandt sølv, mens newzealandske Storm Uru og Peter Taylor tre sekunder efter hentede bronzemedaljen.
Hunter indstillede sin elitekarriere i 2013.

## Øvrige beskæftigelse
I pauseåret i 2009 var Hunter hjælpetræner for roholdene på UCLA i Californien.
Han er uddannet flodfærgemand, og han interesserer sig for en række andre sportsgrene som fodbold, cykelsport, badminton og svømning. Hans favoritfodboldhold er West Ham.

## OL-medaljer
- 2008:  Guld i letvægtsdobbeltsculler
- 2012:  Sølv i letvægtsdobbeltsculler